# Emiko Suzuki
Emiko Suzuki –en japonés, 鈴木 絵美子, Suzuki Emiko– (Saitama, 12 de noviembre de 1981) es una deportista japonesa que compitió en natación sincronizada.
Participó en dos Juegos Olímpicos de Verano en los años 2004 y 2008, obteniendo dos medallas, plata en Atenas 2004 y bronce en Pekín 2008. Ganó once medallas en el Campeonato Mundial de Natación entre los años 2001 y 2007.

## Palmarés internacional
| Juegos Olímpicos   | Juegos Olímpicos      | Juegos Olímpicos  | Juegos Olímpicos  |
| Año                | Lugar                 | Medalla           | Prueba            |
| ------------------ | --------------------- | ----------------- | ----------------- |
| 2004               | Atenas (Grecia)       | Medalla de plata  | Equipo            |
| 2008               | Pekín (China)         | Medalla de bronce | Dúo               |
| Campeonato Mundial |                       |                   |                   |
| Año                | Lugar                 | Medalla           | Prueba            |
| 2001               | Fukuoka (Japón)       | Medalla de plata  | Equipo            |
| 2003               | Barcelona (España)    | Medalla de oro    | Combinación libre |
| 2003               | Barcelona (España)    | Medalla de plata  | Equipo            |
| 2005               | Montreal (Canadá)     | Medalla de plata  | Equipo            |
| 2005               | Montreal (Canadá)     | Medalla de plata  | Combinación libre |
| 2005               | Montreal (Canadá)     | Medalla de bronce | Dúo               |
| 2007               | Melbourne (Australia) | Medalla de plata  | Equipo técnico    |
| 2007               | Melbourne (Australia) | Medalla de plata  | Combinación libre |
| 2007               | Melbourne (Australia) | Medalla de bronce | Dúo técnico       |
| 2007               | Melbourne (Australia) | Medalla de bronce | Dúo libre         |
| 2007               | Melbourne (Australia) | Medalla de bronce | Equipo libre      |